# 広島県道287号上蒲刈島循環線
広島県道287号上蒲刈島循環線（ひろしまけんどう287ごう かみかまがりじまじゅんかんせん）は、広島県呉市を通る一般県道である。

## 概要
上蒲刈島を一周する。

### 路線データ
- 起点：呉市蒲刈町宮盛（呉市蒲刈支所前）
- 終点：呉市蒲刈町宮盛（呉市蒲刈支所前）
- 総延長：約18.7 km

## 路線状況
島の南岸すべて（向小市の浜バス停 - 初神 - 営農センターバス停）と、北岸のうち田戸港 - 大浦港の区間は2車線の快走路である。ただし制限速度に注意。残る区間は、1.5車線の未改良の狭路（30 km/h制限）となっている。
島の北岸のうち、田戸港 - 立岩 - 北刈浜 - 向桟橋間は、向地区の末端部である北刈浜 - 向桟橋を除くと人家はなく、建設業者のプラントが点在する程度である。かつては田戸 - 向間の事実上唯一のルートであったが、蒲刈トンネル開通後は大雨などの異常気象で長期間通行止めにされることも多い。大浦港 - 営農センターバス停間、および向小市の浜バス停 - 向桟橋間は、集落内を通過する上、瀬戸内産交・さんようバスによる大型路線バスの運行もあり、運転に注意が必要である。
安芸灘大橋から大浦港へ向かう場合は、慣れない場合は初神から蒲刈広域農道（蒲刈トンネル）へ入り、田戸で県道に復帰して大浦港を目指す方がよい。なお、大型車の場合はこのルートが強く推奨されている。安芸灘大橋開通（2000年（平成12年）1月18日）に遅れること約2ヶ月後の2000年（平成12年）3月24日に呉市蒲刈町大浦原 - 呉市蒲刈町田戸初神間の通行不能区間が解消され、ようやく自動車で島内一周ができるようになった。田戸トンネルの前後に、海岸沿いを走る1 - 1.5車線の旧道が残っている。ただし現在は倒木や土砂崩れのため不通となっている。

### 道路施設

#### トンネル
- 原トンネル：延長303 m、1999年（平成11年）竣工、呉市

映画『海猿』で、バスに乗った大輔と環菜のキスシーンの撮影が行われたのはここ。なお、このバス停は映画のために用意されたセットであり実在しないが、2008年（平成20年）11月19日に約300 m西にさんようバスのバス停が設置された。
- 大浦トンネル：延長784 m、2008年（平成20年）竣工、呉市

## 地理

### 通過する自治体
- 呉市

### 交する差道路
| 交差する道路                | 交差する場所 |
| --------------------------- | ------------ |
| 広島県道356号豊浜蒲刈線     | 蒲刈町大浦   |
| 蒲刈広域農道 / 蒲刈大橋     | 蒲刈町向     |
| 蒲刈広域農道 / 蒲刈トンネル | 蒲刈町田戸   |

### 沿線
- 呉市役所 蒲刈支所
- 県民の浜 - 恋ヶ浜交差点より市道を約1.4 km東進。
- 蒲刈大橋 - 安芸灘諸島連絡架橋の2号橋。1979年（昭和54年）開通。
- 呉市立蒲刈小学校
- 呉市立蒲刈小学校